# ميخائيل بومان
ميخائيل بومان (بالإنجليزية: Michael Bauman)‏ هو باحث في الأديان أمريكي، ولد في 14 فبراير 1950، وتوفي في 2 أكتوبر 2019.